# عمر هلال
عمر هلال (مواليد 1 يناير 1951) هو دبلوماسي مغربي. يشغل منذ أبريل 2014 منصب الممثل الدائم للمغرب لدى الأمم المتحدة في نيويورك. وقد كان قبل ذلك يتولى مهمة الممثل الدائم للمغرب لدى الأمم المتحدة في جنيف.
حصل هلال على بكالوريوس (إجازة) في العلوم السياسية سنة 1974 من جامعة محمد الخامس أكدال في الرباط. شغل عدة مناصب دبلوماسية في الفترة من 1996 وحتى 2001، أبرزها سفيرا للمغرب في سنغافورة، نيوزيلندا، أستراليا وإندونيسيا. شغل كذلك منصب الكاتب العام لوزارة الشؤون الخارجية والتعاون الإفريقي والمغاربة المقيمين بالخارج في الفترة بين 2005 و2008. في نوفمبر 2008 أصبح ممثل المغرب لدى الأمم المتحدة في جنيف. في 8 أبريل 2020، عُين في منصب مُيسر مُشارك في عملية تعزيز هيئات معاهدات الأمم المتحدة لحقوق الإنسان. وفي 6 مارس 2024، عُين للمشاركة في تيسير مسلسل المفاوضات الأممي المتعلق بصيغ الإعلان السياسي للقمة الاجتماعية العالمية التي تحمل عنوان مؤتمر القمة العالمي الثاني للتنمية الاجتماعية. وفي 2024 تم تعيينه في رئاسة منتدى المجلس الاقتصادي والاجتماعي حول العلوم والتكنلوجيا والابتكار في خدمة أهداف التنمية المستدامة.